# Marijke van Beek
Marijke Duijneveld-van Beek (Hengelo, 29 april 1953) is een Nederlands bestuurder en PvdA-politicus.

## Biografie
Van Beek is geboren in het Twentse Hengelo, waar haar vader werkte bij Stork. Hij begon er als arbeider en werkte zich op tot werkvoorbereider. Het gezin was woonachtig in het Hengelose Tuindorp 't Lansink, opgericht door Stork. Na de ulo was zij onder meer werkzaam op het secretariaat van de Sociale Academie en werkzaam bij de AMRO Bank. Ze volgde een inservice-opleiding tot verpleegkunde. Ze werkte in diverse Twentse ziekenhuizen in bestuurlijke en managementfuncties. Daarnaast was zij tot haar wethouderschap gemeenteraadslid in Haaksbergen en fractievoorzitter van de PvdA.
Van 16 november 2007 tot 1 januari 2019 was Van Beek burgemeester van Eemsmond. Per 1 januari 2019 ging de gemeente Eemsmond op in de gemeente Het Hogeland. Voordat Van Beek burgemeester werd, was zij wethouder van Haaksbergen. In Eemsmond volgde Van Beek indirect Gerard Renkema (CDA) op, die burgemeester werd van Nijkerk. Met ingang van 14 april 2020 werd zij benoemd tot waarnemend burgemeester van Wijchen. Met ingang van 18 november 2022 werd SP'er Renske Helmer-Englebert burgemeester van Wijchen.
Van Beek is getrouwd met voormalig wethouder van Haaksbergen Hans Duijneveld. Ze hebben samen vijf kinderen uit eerdere huwelijken, waarvan er drie van haar zijn. In december 2018 werd bekend dat ze ernstig ziek is. In mei 2019 maakte ze bekend dat het weer goed met haar gaat.